# Mariya Povj
Mariya Mykolaivna Povj –en ucraniano, Марія Миколаївна Повх– (Lutsk, 8 de enero de 1989) es una deportista ucraniana que compite en piragüismo en la modalidad de aguas tranquilas.
En los Juegos Europeos consiguió dos medallas, oro en Minsk 2019 y bronce en Bakú 2015. Ganó tres medallas en el Campeonato Europeo de Piragüismo entre los años 2015 y 2021.
Participó en los Juegos Olímpicos de Río de Janeiro 2016, ocupando el cuarto lugar en la prueba de K4 500 m.

## Palmarés internacional
| Juegos Europeos    | Juegos Europeos          | Juegos Europeos   | Juegos Europeos |
| Año                | Lugar                    | Medalla           | Competición     |
| ------------------ | ------------------------ | ----------------- | --------------- |
| 2015               | Bakú (Azerbaiyán)        | Medalla de bronce | K2 200 m        |
| 2019               | Minsk (Bielorrusia)      | Medalla de oro    | K2 200 m        |
| Campeonato Europeo |                          |                   |                 |
| Año                | Lugar                    | Medalla           | Competición     |
| 2015               | Račice (República Checa) | Medalla de plata  | K4 500 m        |
| 2017               | Plovdiv (Bulgaria)       | Medalla de bronce | K4 500 m        |
| 2021               | Poznań (Polonia)         | Medalla de bronce | K1 500 m        |